# Héctor de Maris

Blasón de Héctor de Maris.

Sir Héctor de Maris es un caballero de la Mesa Redonda, personaje de las historias sobre el rey Arturo.  Es medio hermano de Lanzarote del Lago, e hijo natural del  Ban de Benwick   y la Dama de Maris.  Sus primos son Bors y Lionel.
Las aventuras de Sir Héctor de Maris en nombre del rey Arturo fueron muchas y de gran alcance. Con Sir Morganore, fue Sir Héctor de Maris quien dio la bienvenida a Sir Tristán a Camelot cuando naufragó cerca. Los dos participaron en una competición amistosa, pero Sir Hector de Maris se avergonzaba de haber sido derrotado por un caballero de Cornualles. Otras veces tuvo más éxito en los torneos, superando a Sirs Palomides y Percivale . Él, sin embargo, no pudo derrotar a Sir Turquine y se convirtió en uno de los caballeros que encarceló antes de ser rescatado por el hermano de Hector, Sir Lancelot.. Más tarde le devolvió el favor redescubriendo al Caballero del Lago perdido después de su período de locura y devolviéndolo a la Corte.
En la Búsqueda del Santo Grial , Héctor de Maris viajó con su amigo, Sir Gawain, durante un tiempo. Era evidente que había sido demasiado popular entre las damas. Se sabe que tuvo una larga relación con Lady Perse de Narrow Borderland, a cuyo prometido asesinó para estar con ella. Más tarde, Sir Héctor de Maris tuvo una aventura con la prima de la Dama de Roestoc, antes de reunirse con Perse.

Sir Héctor de Maris participa en la búsqueda del Santo Grial. Cuando el romance adúltero de Lanzarote y la reina Ginebra es descubierto en Camelot,  naturalmente, se puso del lado de su hermano cuando Lanzarote rompió con la Corte de Arturo. Luchó por él en la Batalla de Benwick y Joyous Guard y ayudó a rescatar a la reina Ginebra de la hoguera. Huyendo al continente Francia, a donde los persigue el rey Arturo Sir Héctor de Maris ayuda a derrotar a las fuerzas de Mordred, tras la batalla de Camlann. Lanzarote lo nombra rey de Benwick y Guienne.
- Datos: Q2914883